# Medičejska knjižnica
Medičejska knjižnica (Biblioteca Medicea Laurenziana ) v Firencah je zbirka več kot 11.000 rokopisnih in 4.500 zgodnjih tiskanih knjig. Osnoval jo je Cosimo de' Medici Starejši v 15. stoletju, Medičejci pa so jo potem dopoljnevali skozi vse generacije. Michelangelo je v samostanu San Lorenzo zgradil zanjo posebne prostore. Zlasti preddverje velja za enega prvih, če ne prvi primer manierizma v arhitekturi.

## Nastajanje zbirke
V začetku 15. stoletja se je zelo povečalo zanimanje za antiko, grščino, stara znanja, ki so se nahajala v starih knjigah. Cosimo de' Medici Starejši je po evropskih samostanih in Bližnjem vzhodu pošiljal ljudi, ki so zanj iskali, kupovali in prepisovali knjige. Ko je 1437 v Firencah umrl zbiratelj  Niccolo Niccoli, se je zbirki pridružilo še 800 njegovih knjig. Knjige so bile na razpolago za študij vsem izobražencem in tako je to prva javna knjižnica v Evropi. 
Ob izgonu Medičejcev iz Firenc 1494 je knjižnico zaplenila mestna oblast, ki jo je na predlog meniha Savonarole preselila v samostan San Marco v Firencah. 1508 jo je za Medičejce nazaj odkupil papež Leon X. in jo preselil v Rim. 1532 je papež Klemen VII. knjižnico prenesel nazaj v Firence. V samostanu San Lorenzo je dal zanjo zgraditi posebne prostore.

## Zgradba knjižnice
Papež Klemen VII. je arhitekturni načrt naročil pri Michelangelu pozimi 1523/24. Želel je, da se eno krilo samostana San Lorenzo poviša za eno nadstropje, tako da je knjižnica v drugem nadstropju, dostopna po stopnišču iz prvega nadstropja. 
Stopnišče si je Michelangelo zamislil zunaj, v nepokritem prostoru, s čimer pa se papež ni strinjal, ker se je bal, da bo zamakalo v pritličju pod njim. Michelangelo se je odzval tako, da je preddverje oblikoval kot neobičajno visok prostor (14,6 m) v primerjavi s širino in dolžino (približno 20 x 20 m). Svetloba prihaja vanj s strani čisto od zgoraj. Stene so oblikovane kot navznoter obrnjena fasada, s stebri v parih umaknjenimi v steno.Vmes so na višini glavnega knjižničnega prostora slepa tabernakeljsko oblikovana okna. Stebri se začenjajo na višini tal knjižnice, nosijo pa jih pari velikih navideznih konzol, tako da je prišleku takoj jasno, da se nahaja pod nivojem čitalnice in se mora povzpeti po predimenzioniranih trojnih stopnicah, ki se na vrhu združijo v ene same. 
Arhitektura preddverja z vsem preseneča, kar je značilno za manierizem. S praga čitalnice pa se odpre pogled na bolj umirjen in harmoničen prostor. Velika dolžina prostora je razčlenjena s pilastri, med katerimi so uokvirjena okna in nad njimi še dodatni okvirji, ki zmanjšujejo težo sten. Michelangelo je sam načrtoval bralne pulte in strop. Vzorec stropa se ponovi v tlaku iz terakote. 
1526 so bili zidovi postavljeni. Naslednje leto so republikanci drugič izgnali Medičejce iz mesta in gradnja se je nadaljevala šele, ko so Medičejci spet prevzeli oblast. 1534 pa je Michelangelo dokončno odšel delat v Rim in gradnjo sta dokončala njegova sodelavca Giorgio Vasari in Bartolommeo Amannati. Knjižnica je bila odprta 1571.
1841 je bil knjižnici dodan ob strani še en okrogel prostor s kupolo, rotunda.